# Gabriel Costa (homme politique)
Pour les articles homonymes, voir Gabriel Costa (homonymie) et Da Costa.
Gabriel Ferreira da Costa, né en 1954 à Sao Tomé-et-Principe, est un diplomate et homme d'État santoméen.

## Biographie
Il est membre de l'Action démocratique indépendante (ADI), puis fonde avec un groupe de dissidents l'Union des démocrates pour la citoyenneté et le développement en 2005, dont il est le secrétaire général, avant de rejoindre le Mouvement pour la libération de Sao Tomé-et-Principe – Parti social-démocrate.
Ancien ambassadeur de Sao Tomé-et-Principe au Portugal, il occupe brièvement le poste de Premier ministre en 2002. Le président Manuel Pinto da Costa le nomme de nouveau à cette fonction le 10 décembre 2012 et le nouveau gouvernement est installé le surlendemain.
La victoire de l'ADI lors des élections législatives d'octobre 2014 l'amène à abandonner le pouvoir au profit de son prédécesseur Patrice Trovoada nommé pour la troisième fois Premier ministre le 25 novembre suivant.